# Охромовщина
Охромовщина — деревня в Усадищенском сельском поселении Волховского района Ленинградской области.

## История
Деревня Охромовшина упоминается на карте Санкт-Петербургской губернии Ф. Ф. Шуберта 1834 года.

АХРОМОВШИНА — деревня принадлежит Казённому ведомству, число жителей по ревизии: 35 м. п., 46 ж. п. (1838 год)

Как деревня Охромовшина она отмечена на карте Ф. Ф. Шуберта 1844 года.

ОХРОМОВШИНА — деревня Ведомства государственного имущества, по просёлочной дороге, число дворов — 24, число душ — 38 м. п. (1856 год)

ОХРОМОВЩИНА — деревня казённая при реке Елошне, число дворов — 20, число жителей: 40 м. п., 47 ж. п. (1862 год)

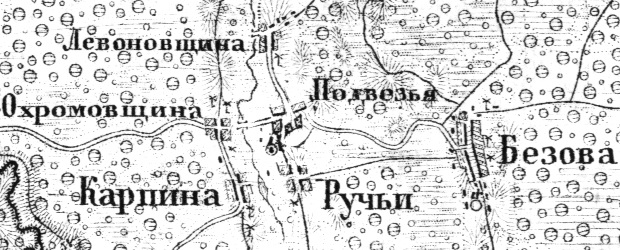
Деревня Охромовщина на карте Ф. Ф. Шуберта 1872 года

Согласно карте Ф. Ф. Шуберта 1872 года на северной окраине деревни находились две ветряных мельницы.
Сборник Центрального статистического комитета описывал её так:

ОХРОМОВЩИНА — деревня бывшая государственная при речке Елошне, дворов — 16, жителей — 82; ветряная мельница, лавка. (1885 год)

Согласно епархиальным сведениям 1899 года деревня относилась к приходу Преображенской церкви (ранее Усадище-Спасовской, Михайловского погоста) в селе Заболотье.
В конце XIX — начале XX века деревня административно относилась к Усадище-Спассовской (Усадищской) волости 2-го стана Новоладожского уезда Санкт-Петербургской губернии.
По данным «Памятной книжки Санкт-Петербургской губернии» за 1905 год, деревня Охромовщина входила в Карпинское сельское общество.
Согласно военно-топографической карте Петроградской и Новгородской губерний издания 1915 года в деревне Охромовщина были две ветряные мельницы.
С 1917 по 1923 год деревня входила в состав Усадище-Спасовской волости Новоладожского уезда.
С 1923 года в составе Охромовщинского сельсовета Пролетарской волости Волховского уезда.
С 1924 года в составе Карпинского сельсовета.
Согласно данным переписи населения СССР 1926 года в деревне Охромовщина проживали 89 человек — все русские.
С 1927 года в составе Волховского района.
В 1928 году население деревни составляло 190 человек.
Согласно карте Ленинградской области Северо-западного аэрогеодезического треста ГГУ издания 1932 года деревня насчитывала 9 крестьянских дворов, к северу от деревни находилась ветряная мельница.
По данным 1933 года деревня Охромовщина входила в состав Карпинского сельсовета Волховского района.
В 1958 году население деревни составляло 45 человек.
С 1960 года в составе Усадищенского сельсовета.
По данным 1966, 1973 и 1990 годов деревня Охромовщина также входила в состав Усадищенского сельсовета сельсовета.
В 1997 году в деревне Охромовщина Усадищенской волости проживали 12 человек, в 2002 году — также 12 человек (все русские).
В 2007 году в деревне Охромовщина Усадищенского СП — 8 человек.

## География
Деревня расположена в южной части района на автодороге 41К-057 (Ульяшево — Подвязье — Мыслино).
Расстояние до административного центра поселения — 6 км.
Расстояние до ближайшей железнодорожной станции Мыслино — 7 км.
Деревня находится на правом берегу реки Елошня.

## Демография
| 1838 | 1862 | 1885 | 1997 | 2007 | 2010 | 2017 |
| ---- | ---- | ---- | ---- | ---- | ---- | ---- |
| 81   | ↗87  | ↘82  | ↘12  | ↘8   | ↗11  | ↘6   |

### Национальный состав
Согласно данным Всероссийской переписи населения 2021 года в деревне проживали 6 человек, из них русские — 1 человек, остальные национальность не указали.